# Catalina Silva
Catalina Silva es una activista climática chilena.

## Biografía
Catalina Silva es oriunda de Villa O'Higgins, en la región de Aysén. Su padre es geógrafo y guía turístico y su madre educadora de párvulos.
A los 8 años, empezó a mostrar interés por la ciencia. En la época que estaba en el colegio, estudió a las ranas y llegó a presentar un informe en el Congreso chileno anual de anfibios y reptiles. Adicionalmente, llevó a cabo el primer estudio de microalgas en el lago O'Higgins.
En 2007, se unió al movimiento "Patagonia Sin Represas", con el cual se opuso a la construcción de centrales hidroeléctricas.
Cuando terminó su educación básica, se mudó a Coyhaique para seguir estudiando.Allí fue parte de la Coordinadora de Estudiantes de Aysén.
Desde el 2018, participó en Concausa, una iniciativa de Unicef, la Cepal y América Solidaria, que busca difundir propuestas de innovación social desarrollados por jóvenes de América. Presentó un programa llamado Conciencia Sin Pobreza, que busca ayudar a niños en contexto de pobreza a través de actividades científicas.
A los 18 años, fue aceptada en el campamento científico Bayer Kimlu.
Después de participar de la COP25 en 2019, cofundó la iniciativa "1000 Acciones por un Cambio", que reúne jóvenes de Latinoamérica y del Caribe con el objetivo de mitigar los impactos de la crisis medioambiental en la región.
Estudia Biología Ambiental en la Universidad de Chile.

## Reconocimientos
En 2021, fue elegida una de las "Bacanas Sub 30" de 2021 por Mujeres Bacanas.
Fue elegida como una de las 100 Jóvenes Líderes 2021 por el diario El Mercurio y la Universidad Adolfo Ibáñez, iniciativa que visibiliza a jóvenes chilenos y chilenas que, antes de los 35 años, han contribuido a mejorar e impactar positivamente en las problemáticas más relevantes para país 